# Ana Birchall
Ana Birchall, née le 30 août 1973 à Mizil (județ de Prahova), est une avocate et femme politique roumaine. Membre du Parti social-démocrate (PSD), elle est ministre déléguée aux Affaires européennes depuis janvier 2017 et ministre de la Justice par intérim en février 2017.